# Coppa del Mondo di sci di velocità
La Coppa del Mondo di sci di velocità è un circuito professionistico internazionale di gare di sci di velocità organizzato annualmente dalla Federazione internazionale sci e snowboard (FIS), a partire dalla stagione 1989, a cui prendono parte gli atleti selezionati delle varie squadre nazionali.

## Caratteristiche
Attualmente la stagione si disputa su sette/otto tappe distribuite tra gennaio e aprile, alcune delle quali si svolgono nella stessa località a distanza di pochi giorni (Double World Cup Events). La Coppa del Mondo assegnava i titoli maschile e femminile, a loro volta suddivisi nelle categorie Speed Downhill (abbreviato SDH, riservata ad atleti che gareggiano in tenuta da sci alpino) e Speed One (S1, ove si adottano materiali specifici per lo sci di velocità).

Dal 2018 la categoria SDH è stata rinominata S2 e per essa non vengono assegnati più punti e trofeo di Coppa del Mondo né il titolo mondiale.
In ogni tappa la competizione vera e propria si svolge nell'arco di tre giorni, cui vanno aggiunti il giorno dedicato alle prove non obbligatorie e gli eventuali giorni di riserva. Non possono essere eseguite più di tre discese al giorno per ogni atleta e non appena viene raggiunto o superato un record mondiale, la competizione si interrompe al termine della rispettiva discesa.

## Albo d'oro[4][5]

### Categoria Speed One (S1)

#### Uomini
| Stagione | Primo                | Secondo              | Terzo                |
| -------- | -------------------- | -------------------- | -------------------- |
| 2002     | Philippe May         | Tuukka Kempainen     | Jukka Viitassari     |
| 2003     | John Hembel          | Holle Larsson        | Philippe May         |
| 2004     | Simone Origone       | Jonathan Moret       | Philippe May         |
| 2005     | Simone Origone       | Jonathan Moret       | Philippe May         |
| 2006     | Simone Origone       | Philippe May         | Roger Wickman        |
| 2007     | Simone Origone       | Ivan Origone         | Philippe May         |
| 2008     | Ivan Origone         | Simone Origone       | Philippe May         |
| 2009     | Simone Origone       | Philippe May         | Bastien Montès       |
| 2010     | Simone Origone       | Ivan Origone         | Philippe May         |
| 2011     | Simone Origone       | Ivan Origone         | Christian Jansson    |
| 2012     | Klaus Schrottshammer | Ivan Origone         | Philippe May         |
| 2013     | Simone Origone       | Ivan Origone         | Klaus Schrottshammer |
| 2014     | Klaus Schrottshammer | Ivan Origone         | Simone Origone       |
| 2015     | Ivan Origone         | Klaus Schrottshammer | Christian Jansson    |
| 2016     | Simone Origone       | Ivan Origone         | Klaus Schrottshammer |
| 2017     | Bastien Montes       | Simone Origone       | Klaus Schrottshammer |
| 2018     | Simone Origone       | Manuel Kramer        | Bastien Montès       |
| 2019     | Simone Origone       | Manuel Kramer        | Simon Billy          |
| 2020     | Simone Origone       | Simon Billy          | Manuel Kramer        |
| 2021     | Simon Billy          | Simone Origone       | Manuel Kramer        |
| 2022     | Simone Origone       | Simon Billy          | Bastien Montès       |
| 2023     | Simone Origone       | Simon Billy          | Radim Palán          |
| 2024     | Simone Origone       | Simon Billy          | Tawny Wagstaff       |
| 2025     | Simone Origone       | Bastien Montès       | Simon Billy          |

#### Donne
| Stagione | Prima             | Seconda             | Terza               |
| -------- | ----------------- | ------------------- | ------------------- |
| 2002     | Karine Dubouchet  | Tracie Sachs        | Elena Banfo         |
| 2003     | Tracie Sachs      | Linda Baginski      | Jaana Viitasaari    |
| 2004     | Tracie Sachs      | Linda Baginski      | Elena Banfo         |
| 2005     | Tracie Sachs      | Kati Metsäpelto     | Elena Banfo         |
| 2006     | Tracie Sachs      | Kati Metsäpelto     | Elena Banfo         |
| 2007     | Tracie Sachs      | Anna-Karin Modin    | Sanna Tidstrand     |
| 2008     | Sanna Tidstrand   | Karine Dubouchet    | Elena Banfo         |
| 2009     | Sanna Tidstrand   | Karine Dubouchet    | Tracie Sachs        |
| 2010     | Linda Baginski    | Karine Dubouchet    | Elena Banfo         |
| 2011     | Sanna Tidstrand   | Linda Baginski      | Jennifer Romano     |
| 2012     | Sanna Tidstrand   | Karine Dubouchet    | Liss-Anne Pettersen |
| 2013     | Sanna Tidstrand   | Liss-Anne Pettersen | Linda Baginski      |
| 2014     | Linda Baginski    | Valentina Greggio   | Karine Dubouchet    |
| 2015     | Valentina Greggio | Karine Dubouchet    | Linda Baginski      |
| 2016     | Valentina Greggio | Lisa Hovland-Udén   | Célia Martinez      |
| 2017     | Valentina Greggio | Britta Backlund     | Célia Martinez      |
| 2018     | Valentina Greggio | Célia Martinez      | Britta Backlund     |
| 2019     | Britta Backlund   | Valentina Greggio   | Célia Martinez      |
| 2020     | Britta Backlund   | Valentina Greggio   | Lisa Hovland-Udén   |
| 2021     | Britta Backlund   | Valentina Greggio   | Lisa Hovland-Udén   |
| 2022     | Valentina Greggio | Britta Backlund     | Cléa Martinez       |
| 2023     | Britta Backlund   | Valentina Greggio   | Cléa Martinez       |
| 2024     | Valentina Greggio | Cléa Martinez       | Mathilda Persson    |
| 2025     | Valentina Greggio | Cléa Martinez       | Agnes Abrahamsson   |

### Categoria Speed Downhill (SDH)

#### Uomini
| Stagione | Primo            | Secondo            | Terzo            |
| -------- | ---------------- | ------------------ | ---------------- |
| 2009     | Günter Foidl     | Marc Poncin        | Brian Morris     |
| 2010     | Günter Foidl     | Markus Münzer      | Gregory Meichtry |
| 2011     | Stefano Bar      | Sebastian Lindblom | Günter Foidl     |
| 2012     | Gregory Meichtry | Stefano Bar        | Markus Münzer    |
| 2013     | Günter Foidl     | Sebastian Lindblom | Gregory Meichtry |
| 2014     | Jan Farrell      | Markus Münzer      | Günter Foidl     |
| 2015     | Erik Backlund    | Günter Foidl       | Manuel Kramer    |
| 2016     | Erik Backlund    | Michel Goumoëns    | Lars Beskow      |
| 2017     | Gregory Meichtry | Lars Beskow        | Michel Goumoëns  |

#### Donne
| Stagione | Prima                                  | Seconda                                | Terza                                  |
| -------- | -------------------------------------- | -------------------------------------- | -------------------------------------- |
| 2009     | Patty Moll                             | Audrey Passet                          | Sarah McDiarmid                        |
| 2010     | nessuna atleta iscritta alla categoria | nessuna atleta iscritta alla categoria | nessuna atleta iscritta alla categoria |
| 2011     | nessuna atleta iscritta alla categoria | nessuna atleta iscritta alla categoria | nessuna atleta iscritta alla categoria |
| 2012     | nessuna atleta iscritta alla categoria | nessuna atleta iscritta alla categoria | nessuna atleta iscritta alla categoria |
| 2013     | Valentina Greggio                      | Cornelia Seebacher                     | Sara Niemi                             |
| 2014     | Cornelia Seebacher                     | Maria Stangl                           | Célia Martinez                         |
| 2015     | Britta Backlund                        | Birgit Kohlmaier                       | Ninni Birkedal                         |
| 2016     | nessuna atleta iscritta alla categoria | nessuna atleta iscritta alla categoria | nessuna atleta iscritta alla categoria |
| 2017     | Cléa Martinez                          | Bianca Bonetti                         | Martina Foldynová                      |